# Johan Hansen (1838-1913)
 Der er flere personer med dette navn, se Johan Hansen.
Johan Peter Christian Hansen (senior) (6. februar 1838 i København – 28. februar 1913 sammesteds) var en dansk grosserer og skibsreder i firmaet C.K. Hansen, far til Robert og Johan Hansen.

## Virke som forretningsmand
Han var søn af grosserer Christian Kjellerup Hansen (1810-1868) og hustru Cathrine Marie Pöhls (1814-1895). Han blev efter endt skolegang (realklasse på Sorø Akademi 1853-54), som nittenårig optaget som associé i faderens forretning 1857 og blev eneindehaver ved faderens død 1868. Han optog kort efter sin medarbejder, konsul Olof Hansen (1841-1897) i firmaet (han tilhørte ikke samme Hansen-slægt). Sammen udgjorde de en velfungerende duo, idet deres egenskaber supplerede hinanden: Johan Hansen var den stilfærdige, repræsentative mand, som især firmaets engelske forretningsforbindelser følte sig tiltalt af, mens Olof Hansen stod for det stærke initiativ. I deres virketid så firmaet da ikke blot sit hidtidige virkefelt stadig vokse.
Under Johan og Olof Hansens lederskab gik C.K. Hansen ind i rederivirksomhed. Således var de den drivende kraft bag dannelsen af Dampskibsselskabet Dannebrog (1883), Dampskibsselskabet af 1896 (1896) og Dampskibsselskabet Neptun (1901), for hvilke selskaber firmaet C.K. Hansen blev korresponderende reder. Efter Olof Hansens død 1897 optog Johan Hansen sine sønner Johan og Robert Hansen i firmaet. Johan Hansen senior gav hurtigt sønnerne stor indflydelse på forretningen, og det skyldes nok også, at han selv ville have tid til andre sysler. Ved Johan Hansens død i 1913 var rederiet C.K. Hansen Skandinaviens største tramprederi med 42 skibe

## Musik og velgørenhed
Ligesom sin fader var Johan Hansen et dannet og kunstnerisk interesseret menneske, men hvor faderen (og i øvrigt også sønnen Johan) var optaget af billedkunst, var Johan Hansen optaget af musik. Han havde en fortrinlig sangstemme og modtog træning i sang i Paris. Da Nordisk Musikforlag blev etableret, var han en af dets stiftere og fik sæde i bestyrelsen. Han følte sig desuden personlig nært knyttet til en række betydelige scenekunstnere, der dengang samledes om selskabet Det gode Sindelag, ligesom han nærede stor interesse for den danske ballet og var medlem af bestyrelsen for Den Danske Ballets Private Pensionsfond. I hjemmets omgangskreds spillede kunstnere som Betty Hennings, Anton Melbye, Price-familien og John Forsell en stor rolle.
Også i velgørenhedsarbejde tog han virksom del. Dette havde ofte et kristent indhold, for såvel Johan Hansen som hans hustru blev i en senere fase af livet tillige præget af deres bekendtskab med pastor Rudolph Frimodt, der også hørte til hjemmets omgangskreds. Johan Hansen var medlem af bestyrelsen for Kirkelig Forening for den Indre Mission i København (indtil 1911), medlem af bestyrelsen for Værnehjemmet Bethania og Vesterled og medlem af bestyrelsen for Den Danske Forening til Evangeliets Forkyndelse for Skandinaviske Sømænd i Fremmede Havne.
Som vinterbolig havde Johan Hansen Toldbodvej 32 i København (nuværende Esplanaden), mens han havde købt landstedet Store Tuborg i Hellerup af N.F.S. Grundtvigs enke og anvendte den som sommerbolig.
Han var generalkonsul for Østrig-Ungarn 1872-1910. 1873 blev han Ridder af Dannebrog og 1908 Dannebrogsmand. Han bar også Franz Josephs Orden og Jernkroneordenen.
Johan Hansen blev gift 18. januar 1861 i Kastelskirken med Emma Hikins (9. november 1838 i England – 22. april 1919 i København), datter af maskinmester i den engelske flåde Samuel Hikins (1801-1877) og Harriet Hikins (1803-1877).
Han er begravet i familiegravstedet på Holmens Kirkegård.
Der findes portrætmalerier af P.S. Krøyer, Carl Bloch og F.L. Storch i familieeje (?). Blandt de portrætterede på P.S. Krøyers Fra Københavns Børs fra 1895. Buste af Th. Stein i familieeje (?).